# پایگاه هوایی آبی میمینیسکا
پایگاه هوایی آبی میمینیسکا (به انگلیسی: Miminiska Water Aerodrome) یک فرودگاه همگانی است که یک باند فرود آب دارد. این فرودگاه در کشور کانادا قرار دارد و در ارتفاع ۳۰۵ متری از سطح دریا واقع شده‌است.